# Saintes
Saintes /sɛ̃t/ (in latino Mediolanum Santonum) è un comune francese di 27 795 abitanti situato nel dipartimento della Charente Marittima nella regione di Nuova Aquitania.
In passato era il capoluogo della ex-provincia di Saintonge.
Vi si trovano delle rovine romane (tra cui l'arco di Germanico e l'anfiteatro), la cattedrale di Saint-Pierre risalente al quindicesimo secolo e alcuni musei di storia locale nei quali sono esposti numerosi reperti di età romana rinvenuti nella zona.

## Luoghi e monumenti

### Monumenti romani
I monumenti più antichi della città furono eretti durante l'Alto Impero romano, durante il quale la città divenne capitale politica della provincia della Gallia Aquitania.
L'arco di Germanico fu eretto verso gli anni 18 o 19, sotto il principato di Tiberio, da un notabile di nome Caio Giulio Rufo. Questo arco votivo deve il suo nome alla dedica scritta sul fregio della trabeazione, che onora la famiglia imperiale: Tiberio, il figlio Druso ed il figlio adottivo Germanico.
Altra testimonianza dell'epoca romana, l'anfiteatro, realizzato all'inizio del regno dell'imperatore Claudio. Esso misura 126 metri per 102 ed è riconoscibile per la sua struttura particolare, con la cavea appoggiata su due versanti del Vallon des Arènes e su un terrapieno. Animali selvaggi e gladiatori accedevano all'arena attraverso due vomitorium, posti alle estremità est ed ovest.

### Terme
Le Terme di Saint-Saloine sono posteriori ai due monumenti precedenti e pare che risalgano alla seconda metà del primo secolo. Oggi sono rimasti solo il calidario, posto all'interno delle rovine di una chiesa paleocristiana che ha dato il suo nome al monumento. Esse erano alimentate dall'acquedotto romano, alcuni tronconi del quale sono ancora oggi visibili a nord della città e che sono oggetto di scavi archeologici dal 2003.

### Basilica di Sant'Eutropio
Cristianizzata nel corso del III secolo, la città pare che si fosse dotata delle sue prime chiese nella tarda antichità. La tradizione fa risalire al V secolo la costruzione di una prima cattedrale, anche se mancano prove che lo confermino.
Tra le più antiche testimonianze dell'architettura sacra a Saintes, occupa un posto preponderante la basilica di Sant'Eutropio; edificata nel 1081, divenne presto una delle tappe sul cammino dei pellegrini diretti al santuario di Santiago di Compostela. La chiesa è Monumento storico di Francia dal 1840, basilica minore dal 1886 ed ora è anche iscritta nei Patrimoni dell'umanità dell'UNESCO in quanto tappa intermedia sulla via Turonensis dei percorsi francesi per Santiago di Compostela.

### Abbazia delle Dame
Situata nell'antico quartiere Saint-Pallais di Saintes, sulla riva destra della Charente, L'abbazia delle Dame è un complesso monastico fondato nel 1047. La chiesa abbaziale di Santa Maria, largamente rimaneggiata nel XII secolo, ha una facciata tripartita, caratteristica dello stile romanico del Saintonge. Il suo campanile appare come una eredità dell'architettura antica.

### Cattedrale di San Pietro
Il centro storico della città, nel quale si concentrano vari edifici religiosi medievali, è dominato dalla massiccia silhouette della cattedrale di San Pietro, il cui campanile, sovrastato da una cupola in rame, raggiunge l'altezza di 58 metri. L'architettura atipica della cattedrale è dovuta ai saccheggi compiuti nel corso delle guerre di religione francesi. Dal 1870 è basilica minore.

### Chiesa di Santa Colomba
Altra testimonianza dell'architettura gotica fiammeggiante, la chiesa di Santa Colomba è sede di una delle principali parrocchie intra-muros fin dal medioevo.

### Musei
Il Museo archeologico di Saintes ospita la ricostruzione di un colonnato da un monumento pubblico di I secolo, i cui blocchi sono stati rinvenuti in reimpiego nelle mura di III secolo, così come altri elementi e sculture di diversi monumenti, ugualmente reinvenuti reimpiegati nelle mura.

## Immagini di Saintes

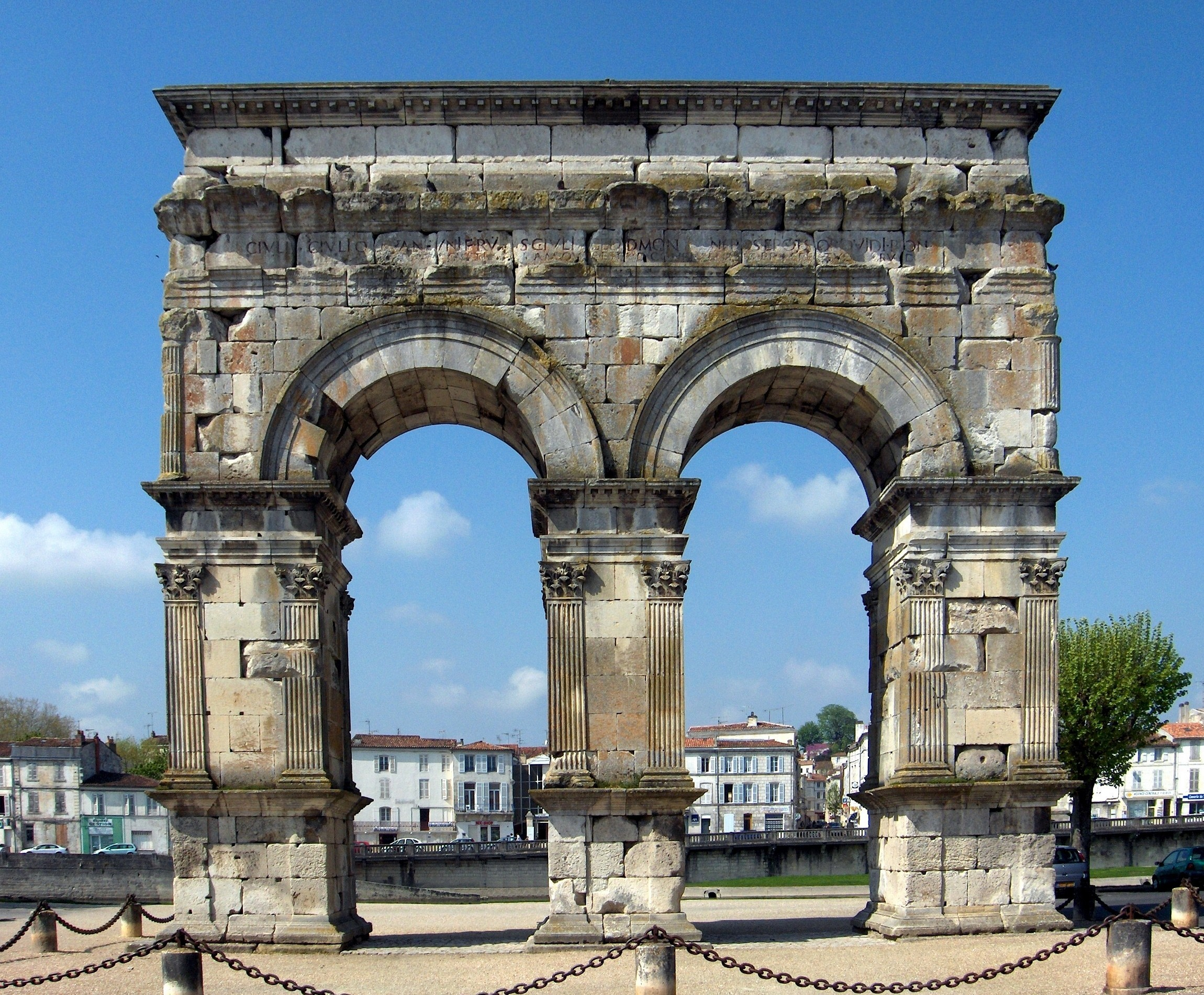
Arco trionfale di Germanico Giulio Cesare.
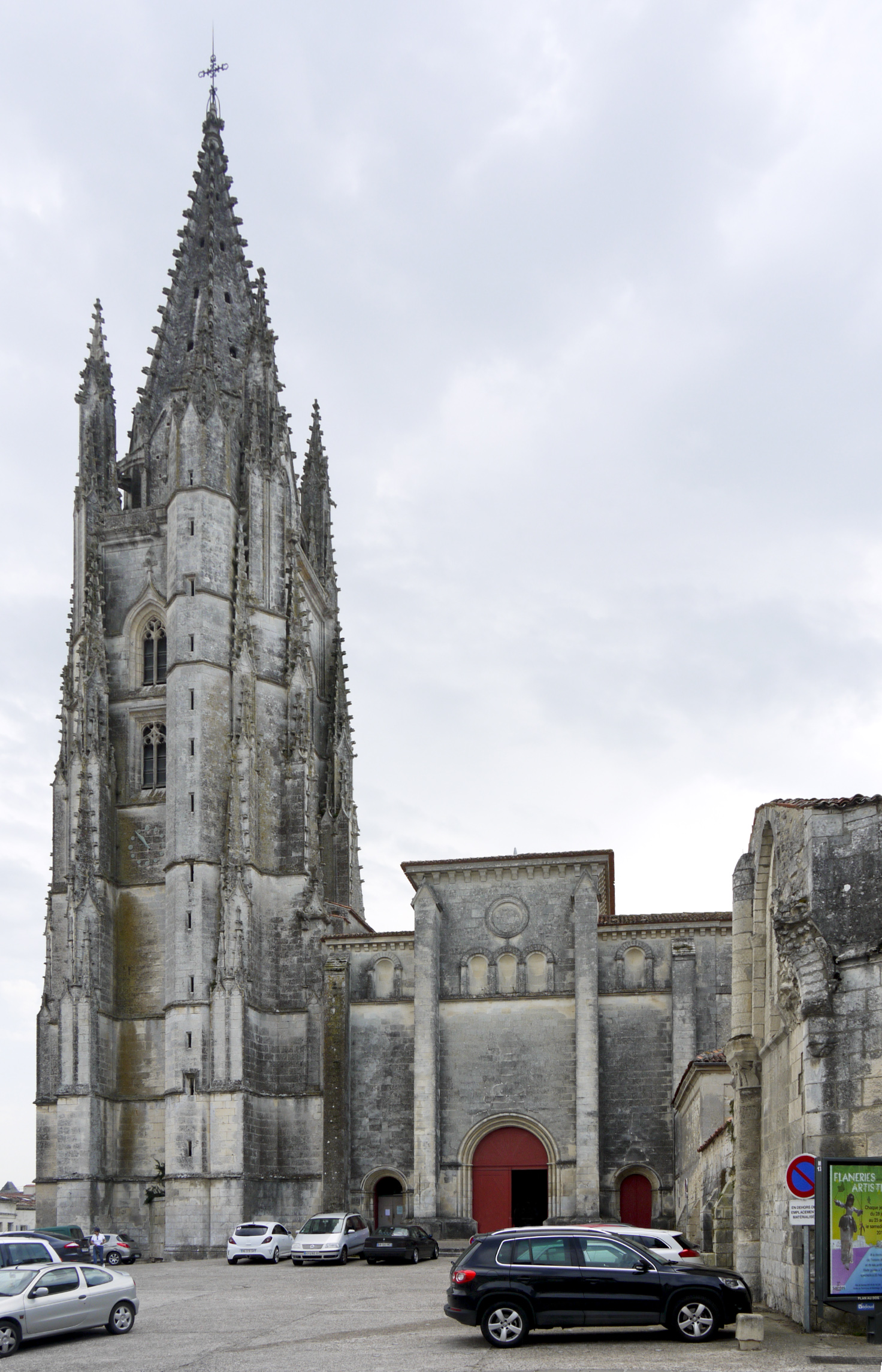
Basilica di Sant'Eutropio, Cammino di Santiago di Compostela.
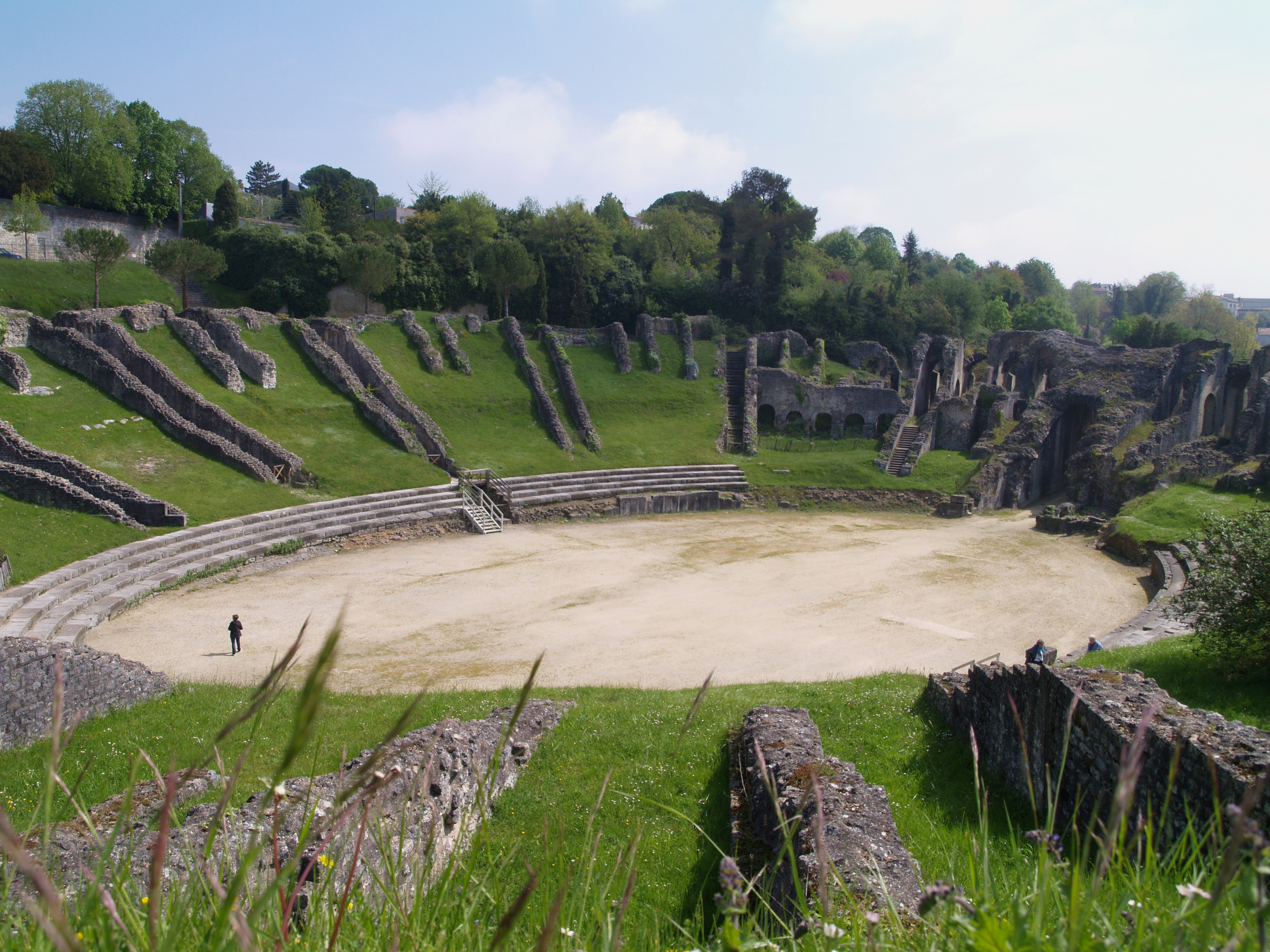
Arena di Saintes, costruita durante il regno della dinastia giulio-claudia.
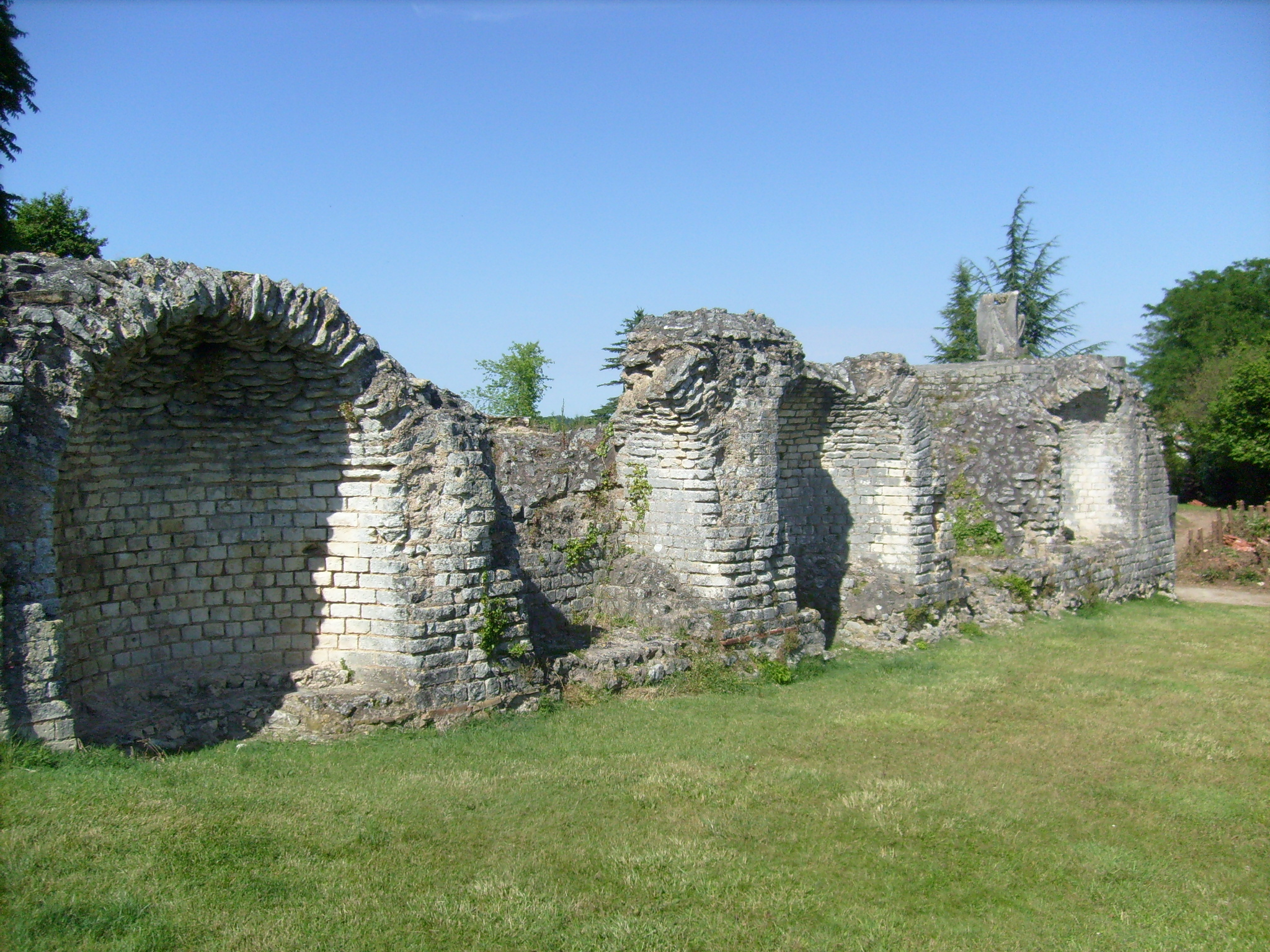
Terme di Saint-Saloine
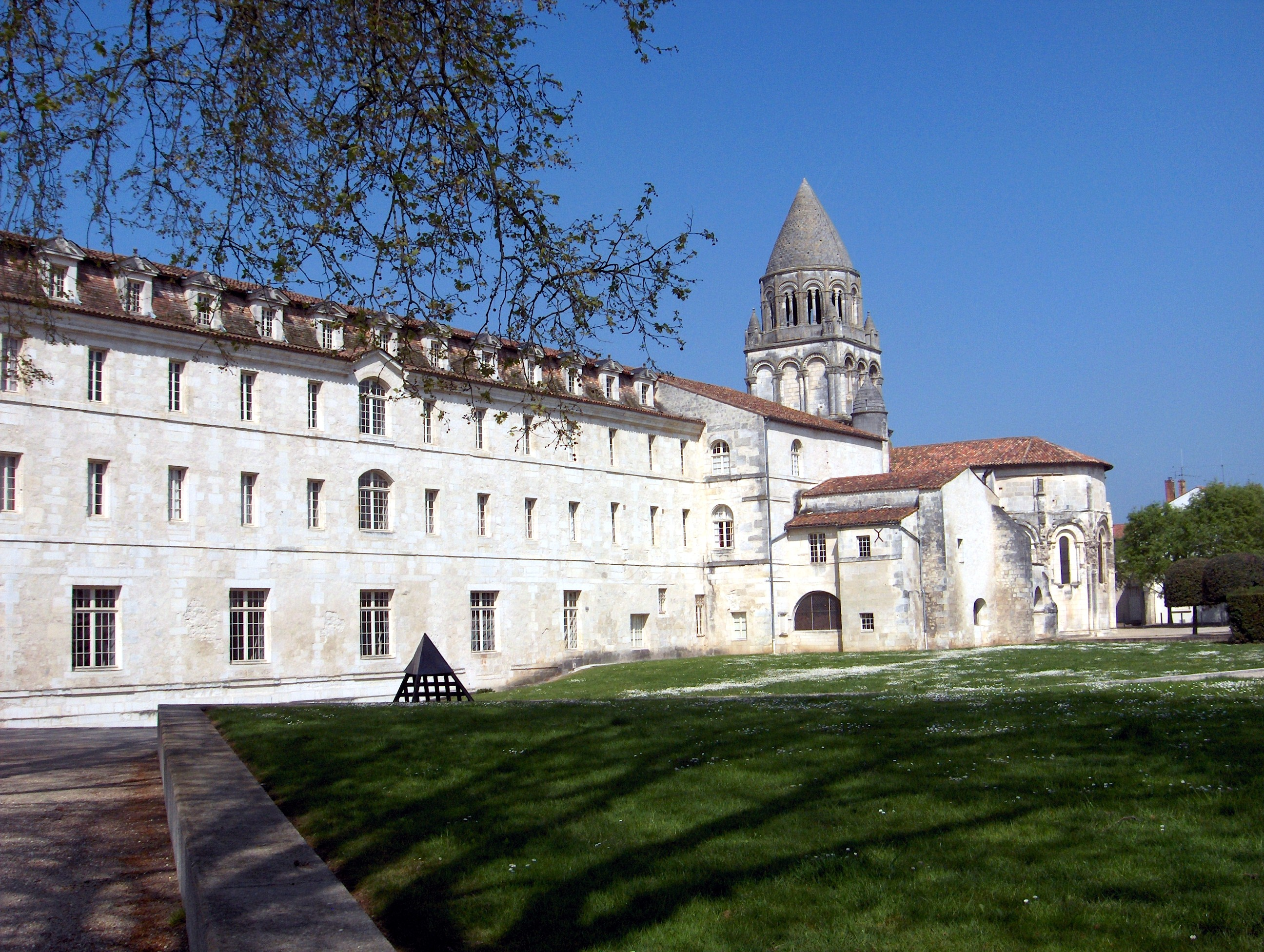
L'Abbazia delle Dame
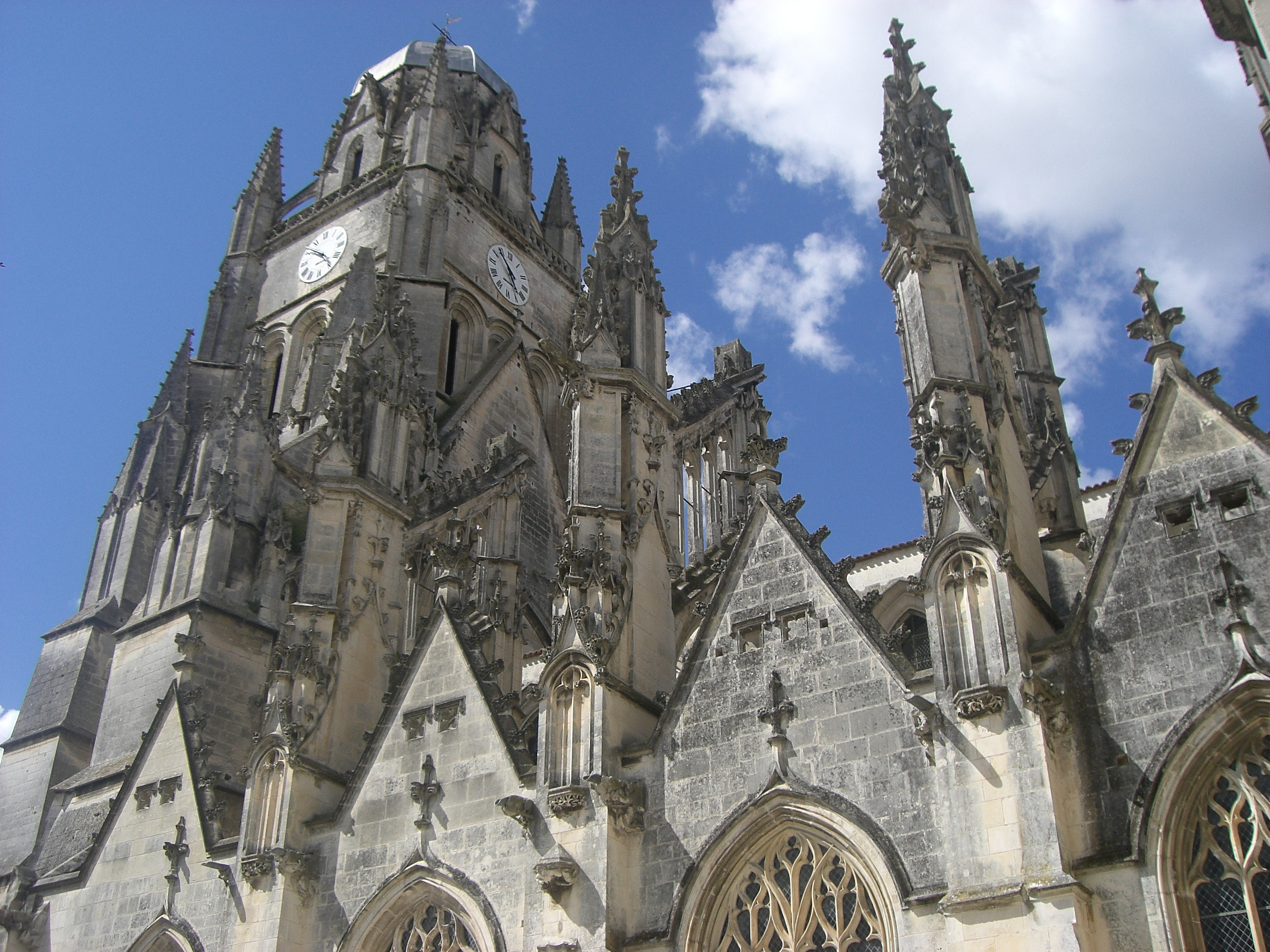
La Cattedrale di San Pietro.

## Amministrazione

### Cantoni
Fino al 2014 il territorio comunale della città di Saintes era ripartito su tre cantoni:
- Cantone di Saintes-Est
- Cantone di Saintes-Nord
- Cantone di Saintes-Ovest

A seguito della riforma approvata con decreto del 27 febbraio 2014, che ha avuto attuazione dopo le elezioni dipartimentali del 2015, il territorio comunale della città di Saintes viene riunito nell'unico Cantone di Saintes.
Nessun altro comune è incluso nel cantone.

### Gemellaggi
- Salisbury
- Xanten
- Cuevas del Almanzora
- Nivelles
- West University Place
- Vladimir
- Timbuctù

## Società

### Evoluzione demografica
Abitanti censiti